# Rudolf Annerstedt
Rudolf Annerstedt, född 27 augusti 1801 i Tensta socken, Uppsala län, död 7 juni 1876 i Uppsala, var en svensk skolman. Han var far till Claes Annerstedt och bror till biskop Thure Annerstedt.
Annerstedt blev student vid Uppsala universitet 1818, disputerade 1826 och 1827 varpå han blev filosofie magister 1827. Efter att ha blivit adjunkt vid Uppsala katedralskola utsågs han till vicerektor där 1832 och tjänstgjorde 1845–1866 som rektor för skolan. Han var 1858–1872 även lektor i teologi och kyrkohistoria vid Uppsala högre elementarläroverk. Annerstedt blev 1861 riddare av Nordstjärneorden.